# Crüger (månekrater)
Crüger er et nedslagskrater på Månen. Det befinder sig på den vestlige del af Månens forside og er opkaldt efter den tyske matematiker Peter Crüger (1580 – 1639).
Navnet blev officielt tildelt af den Internationale Astronomiske Union (IAU) i 1935. 

## Omgivelser
Crügerkrateret ligger nordøst for den meget større bjergomgivne slette Darwin.

## Karakteristika
Et bemærkelsesværdigt træk ved dette krater er den meget mørke kraterbund, som har en af de laveste albedo-værdier på Månen. Overfladen er blevet dækket af basaltisk lava og har kun været udsat for minimal overdækning af udkastninger fra andre nedslag. Kraterbunden er næsten uden særlige landskabstræk, idet der kun er et lillebitte krater nær centrum og få andre, ligeledes ganske små nedslag. Den ydre rand er lav og næsten cirkulær og er ikke særlig omformet af senere nedslag.

## Satellitkratere
De kratere, som kaldes satellitter, er små kratere beliggende i eller nær hovedkrateret. Deres dannelse er sædvanligvis sket uafhængigt af dette, men de får samme navn som hovedkrateret med tilføjelse af et stort bogstav. På kort over Månen er det en konvention at identificere dem ved at placere dette bogstav på den side af satellitkraterets midte, som ligger nærmest hovedkrateret. Crügerkrateret har følgende satellitkratere:
| Crüger | Længde  | Bredde  | Diameter |
| ------ | ------- | ------- | -------- |
| A      | 16,0° S | 62,7° V | 27 km    |
| B      | 17,2° S | 71,6° V | 13 km    |
| C      | 16,8° S | 61,9° V | 12 km    |
| D      | 15,3° S | 64,5° V | 12 km    |
| E      | 17,5° S | 65,2° V | 16 km    |
| F      | 14,2° S | 64,4° V | 9 km     |
| G      | 17,9° S | 68,0° V | 8 km     |
| H      | 18,0° S | 65,2° V | 7 km     |

## Måneatlas
- Billeder af Crugerkrateret i LPI-måneatlasset